# Hercegkút, Borsod-Abaúj-Zemplén
Hercegkút (în germană Trautsondorf) este un sat în districtul Sárospatak, județul Borsod-Abaúj-Zemplén, Ungaria, având o populație de 681 de locuitori (2011).

## Demografie
Componența etnică a satului Hercegkút
     Maghiari (61,69%)
     Germani (38,31%)
Componența confesională a satului Hercegkút
     Romano-catolici (72,1%)
     Reformați (5,87%)
     Fără religie (1,17%)
     Greco-catolici (1,03%)
     Necunoscută (19,82%)
Conform recensământului din 2011, satul Hercegkút avea 681 de locuitori. Din punct de vedere etnic, majoritatea locuitorilor (61,69%) erau maghiari, cu o minoritate de germani (38,31%).  Din punct de vedere confesional, majoritatea locuitorilor (72,1%) erau romano-catolici, existând și minorități de reformați (5,87%), persoane fără religie (1,17%) și greco-catolici (1,03%). Pentru 19,82% din locuitori nu este cunoscută apartenența confesională.